# Montdragon
Montdragon – miejscowość i gmina we Francji, w regionie Oksytania, w departamencie Tarn.
Według danych na rok 1990 gminę zamieszkiwało 411 osób, a gęstość zaludnienia wynosiła 34 osób/km² (wśród 3020 gmin regionu Midi-Pireneje Montdragon plasuje się na 666. miejscu pod względem liczby ludności, natomiast pod względem powierzchni na miejscu 946.).